# 拉皮德城 (密歇根州)
拉皮德城（英語：Rapid City）是位於美國密歇根州卡爾卡斯卡縣克利爾沃特鎮區的一個普查規定居民點。

## 人口
根據2020年美國人口普查的數據，拉皮德城的面積為14.31平方千米，當中陸地面積為14.01平方千米，而水域面積為0.30平方千米。當地共有人口1357人，而人口密度為每平方千米94.83人。